# Antonio Donadio
Antonio Donadio (Cava de' Tirreni, 1949) è un poeta, pubblicista, critico letterario, traduttore e autore di testi teatrali italiano.

## Biografia
Ultimo di quattro fratelli, la mamma è insegnante, il papà funzionario del Genio Civile. Godendo in casa di una ricca biblioteca, sviluppa presto i primi interessi letterari. Legge moltissimo, ma in modo disordinato, affianca la lettura dell’amato Corriere dei piccoli alle poesie dei grandi da Petrarca a Leopardi a Pascoli ma la grande, incontenibile predilezione va alle terzine della Divina Commedia, che innestano in lui il seme di una verso metricamente raffinato.
Incomincia a scrivere versi intorno ai dieci anni; ben presto notato dai suoi insegnanti per una precoce originalità di scrittura. Su alcuni giornali locali e poi in antologie a carattere nazionale appaiono i suoi primi versi giovanili. Dopo la maturità classica, si laurea in Lettere e Filosofia col massimo dei voti presso l’Università degli Studi di Napoli.
A ventitré anni inizia l’attività di insegnante di Materie Letterarie nei Licei e Istituti Superiori che lo porteranno dal Sud al Nord d’Italia e poi definitivamente al Sud (San Pellegrino Terme, Bergamo, Potenza, Maratea, Sala Consilina, Amalfi, Siano, Nocera Inferiore, Cava de’ Tirreni). Sono gli anni in cui si fa sempre più corposa la sua produzione poetica con l’inizio anche di importanti riscontri critici. A dicembre del 1992, Maria Luisa Spaziani, Presidente del  Centro Internazionale Eugenio Montale di Roma, l’ospiterà come “Poeta scelto del Centro” Presso il “Montale”, d’ora in poi, Donadio avrà l’opportunità di frequentare alcuni grandi poeti come Mario Luzi, Giorgio Caproni, Luciano Erba, Amelia Rosselli, Andrea Zanzotto e un giovanissimo Valerio Magrelli.
Nel 1996 il suo libro di versi L’alba nella stanza esce con una nota introduttiva di Mario Luzi in cui il grande poeta riconosce a Donadio «personalità lirica» e «belle e note facoltà di affabulazione». Con questo testo vince il premio internazionale Circe Sabaudia 1997. e il  “San Domenichino”.
Per Incontri con la poesia Contemporanea indetta dal Comune di Salerno, presso il Teatro Nuovo andò in scena: L’alba nella stanza di Antonio Donadio per Voci (Attilio Bonadies e Claudio Rubino) e Flauto (Pasquale Dapoto). Regia di Pasquale De Cristofaro  Qualche anno prima, nel 1993, il poemetto Per le terre di Grecia con presentazione di Vincenzo Guarracino Book Editore, gli era valsa la selezione Premio Viareggio, risultando finalista anche al premio Montale. Libro presentato a Cava de' Tirreni da Maria Luisa Spaziani. Frattanto nella sua città è elemento costante di diverse attività culturali. Dalla poesia (idea e dirige presso un Caffè Letterario cittadino incontri mensili su alcuni grandi poeti del ‘900 alla critica d’arte (affianca il pittore Alfonso Vitale in importanti Mostre presso il Centro d’arte e Cultura “il Cortile“). Nel 1994 è tra i fondatori e, per un paio di edizioni ne sarà il direttore, del “Premio Internazionale Letterario Badia” e nel 1996 dell’Associazione Culturale “VersoCava”. Nel 1999 è tra i curatori delle manifestazioni per il Bicentenario della nascita di Leopardi 1798/1998 (Voli Leopardiani, 2/27 maggio). Durante il Convegno di Studi tenutosi a Parigi presso il Palazzo dell’Unesco, riceve dal professor Franco Foschi Presidente del “Centro Nazionali Studi Leopardiani“ le “iniziali di Giacomo Leopardi”, una spilla in oro, logo delle celebrazioni. Lascia poi l’insegnamento per dedicarsi completamente all’attività letteraria e culturale.
Riservato e discreto, seppure formalmente estroverso, conosce, e in certi casi, stringe amicizia con alcuni importanti poeti contemporanei all’insegna di una reciproca stima.
Trasferitosi nel 2000 a Bergamo con la famiglia, la signora Rosalba e il figlio Daniele, inizia una proficua collaborazione con l'Editrice San Paolo di Milano: l’antologia poetica “Versi d’amore Cento liriche di poeti italiani del ‘900 “ avrà notevole successo di critica e di pubblico, piazzandosi ai primissimi posti nella classifica dei libri più venduti, non religiosi, del Gruppo San Paolo
Si moltiplicano le pubblicazioni, non solo poetiche. Ospite, più volte, della Biblioteca Sormani di Milano in Incontri alla Sala del Grechetto, con novità editoriali, figura nell’antologia Italian-Poetry.org La poesia Italiana Contemporanea dal Novecento a oggi. Dal 2011, su Vivimedia.eu firma la rubrica di cultura poetica “PoesiadelNovecento-IContemporanei.

## Poetica
La cifra stilistica di Donadio è caratterizzata dall' assunto che in poesia la forma detta il contenuto, il poeta non riconosce se non quel ritmo, e proprio quello, all'atto della traslitterazione materiale delle diversificazioni emozionali. Si veda ad esempio Per uno spunto di poetica: Trasalimenti d’aria/che impediscono il respiro/ombre come giochi di mani/alle pareti nel convulso risveglio/nell’urlo che soffoca il respiro/nato e subito disperso già/troppe volte mascherato/nel rifiuto di silenzi (da Il senso vero della neve, Morcelliana, novembre 2019).

## Opere
- L’altro Calcio, Mitilia Editrice, 1982
- Segni con opere pittoriche di Vincenzo Avagliano, Il Cortile, 1987
- Ed è subito sera Omaggio a S. Quasimodo 1901 1991, Atrani, Iovane, 1990
- Indicibilmente vita con litografia originale di Alfonso Vitale, Il Cortile, 1992
- Per le terre di Grecia, prefazione di Vincenzo Guarracino, Book, 1993.
- La guerra nei versi di alcuni poeti italiani, Cafè /Cafè, febbraio 1991
- L’estate in dieci Voci del Novecento, Free Art, giugno 1991
- L’alba nella stanza con una nota di Mario Luzi, Book ‘96
- Il ferreo corsier - La bicicletta in poeti italiani, Eresie, 1997
- Omaggio a Giovanni XXIII. Antologia di pensieri e testimonianze, IQuaderni, 2000
- Versi d’amore- 100 poesie d’amore di poeti Italiani del ‘900, Edizioni San Paolo, 2002
- San Bonaventura Legenda Maior - Vita di San Francesco traduzione di Antonio Donadio, Edizioni Paoline, 2006.
- Tagore Come uccelli in volo. Riscrittura in versi di Antonio Donadio, Edizioni Paoline, 2012.
- La vita al quadrato –Sulla poetica di Mario Luzi, LietoColle, 2014
- Calcio d’autore da Umberto Saba a Gianni Brera: il football degli scrittori, postfazione di Alessandro Bonan, Editrice La Scuola, maggio 2016
- Il senso vero della neve, Morcelliana, 2019
- La casa del tiglio Poesie di un padre al figlio bambino, Puntoacapo, 2022
- Cahier d’art. Schede critiche su grandi poeti del 900 con opere originali di Maestri Campani
- Saba (La capra), Cafè /Cafè, luglio 1990
- Sbarbaro (Talora nell’Arsura della via), Cafè /Cafè, settembre 1990
- Ungaretti (Dove la luce)- Vincenzo Avagliano, Cafè /Cafè, ottobre 1990
- Montale (Non chiederci la parola) -Loredana Gigliotti, Cafè /Cafè, novembre 1990
- Quasimodo (Uomo del mio tempo) - Alfonso Vitale, Cafè /Cafè, dicembre 1990
- Penna (Mi nasconda la notte e il dolce sonno) - Antonio Petti, Cafè /Cafè, gennaio 1991
- Sinisgalli (La luce era gridata a perdifiato) - Antonio Tateo, Free Art, marzo 1991
- Sereni (Settembre), Franco Lorito, Free Art, aprile 1991
- Caproni (Perch’io), Luigi Manzo, Free Art, maggio 1991
- Il principe del pinocchio (Edizioni Progetto Cultura, Roma novembre 2024)

### In antologie, curatele e altre pubblicazioni
- Noi due di Antonio Donadio, Il Castello, aprile 1965
- Cupa la notte avanza di A. Donadio, Il Lavoro Tirreno, 28 agosto 1965
- E’ l’occasione A. Donadio, Premio di Poesia G. Pascoli, 1966
- Il Castello, ottobre 1966
- Insofferenza A. Donadio, Premio Antonio Pugliese, Napoli, 23 ottobre 71
- Poeti a Gradara, Antologia 1970/71, Milano, Eura Press, aprile 1972
- Il Faro Antologia di lettere e arti, Trieste, Edizioni Il Trittico, 1972
- Il concetto di arte secondo Umberto Eco, Intervista di A. Donadio, Panorama Tirreno, luglio 1991
- Emanuele Occhipinti Voi che ancora avete occhi di A. Donadio, Croce del Sud, maggio 1991
- Emanuele Occhipinti 15 agosto di A. Donadio, Croce del Sud, ottobre 1991
- Il saggio e il Tempo. Racconto di A. Donadio, Scacciaventi, Anno 1 n.7 – dicembre 1991
- Poeti latini tradotti da scrittori italiani contemporanei a cura di Vincenzo Guarracino, Bompiani 1993
- Italia Giliberti, Miscellanea Cimana, Fratelli Ferraro Editori, 1993
- Indicibilmente vita di A. Donadio, Poesia, aprile 1993
- Cos’è la poesia? Risponde il poeta A. Donadio, il Monello Anno I- n.0 aprile 1995
- “I premi di poesia? Parliamone”, il Monello Anno I- n.2 luglio 1995
- Scrivere poesie non basta, il Monello, Anno I- n.3 ottobre 1995
- Su i “Miti Poesia “ della Mondadori, il Monello Anno II- n.3 aprile 1996
- Fulvio Fedele, Sera Nordista, pref. di A. Donadio, Book, 1997
- La parola Ritrovata – Una visita in fabbrica (V.Sereni), Eresie, Anno 1 n.4/5 ottobre 1997
- La traduzione come invenzione letteraria, Hortus n.22 II semestre 1998 Stamperia dell’Arancio
- La poesia dialoga con tutti gli uomini. Anche iracheni, Università di Napoli, 1994
- Poeti sotto il cielo di Napoli, a cura di Jolanda Capriglione, Università di Napoli, 1994
- Convegno internazionale su Torquato Tasso, Nord e Sud, Anno XLI ottobre 1994, Edizioni scientifiche italiane.
- Bartolomeo Laudando, Opere, Aprile 1995
- Come ti Fo parlar Ruzzante -Intervista esclusiva a grande attore, Panorama Tirreno, maggio 1995
- L’altro pres. Dacia Maraini, Centro Alberto Moravia, Roma, 1996
- Dacia Maraini, Quando il figlio è clandestino di A. Donadio, Cronache del Mezzogiorno, 14 maggio 1996
- La traccia e il verso a cura di Alberto Cappi, Tracce, marzo 1998
- Una cartolina per Giacomo, a cura di V. Guarracino, Mostra Itinerante Nazionale, 1998
- Marta Pilone Verso una nuova fenomelogia, Guarino e Trezza, 1998
- Il verso all’infinito” L’idillio leopardiano e i poeti alla fine del millennio, a cura di V. Guarracino, Marsilio, 1999
- Caro Giacomo 130 Poeti e Pittori per Giacomo Leopardi Pres. V. Guarracino e A. Donadio, Circolo Culturale Seregn de la Memoria, Seregno, maggio 1999
- Tre poesie di Antonio Donadio, Resine Quaderni Liguri di Cultura, Anno XXII n. 85, Luglio/Settembre 2000
- Renato Intignano Sulle umane trasparenze, Galleria Comunale d’Arte, Cava de’Tirreni 2000
- Un inedito di Donadio, Avvenire, 3 marzo 2001
- Interminati spazi sovrumani silenzi – Un infinito commento: critici, filosofi e scrittori alla ricerca dell’infinito di Leopardi”, a cura di V. Guarracino, Stamperia dell’Arancio, 2001.
- Il pensiero poetante -Angeli a cura di Fabio Dainotti, Genesi Editore, 2001.
- In laude Larii laci-poemetto di R.Sanesi e 20 poesie a lui dedicate, LietoCollelibri, 200[non chiaro]
- Antonio Donadio, Croce, pensieri distillati di un grande filosofo, Web Italiano per la Filosofia, 17 dicembre 2002
- Ditelo con i fiori. Poeti e poesie nei giardini dell’anima, a cura di V. Guarracino, Zanetto Editore, 2004
- In queste braccia- Versi per la madre a cura di Luciano Luisi, San Paolo, 2004
- Alfonso Vitale, Lettera da un maggio, Senza Tempo, 2006
- Per Dante Maffia, Periferia - Anno XXVII n-s. n.2 (69) maggio - agosto 2008
- Antonio Donadio, Come dell’acqua il seme Rai Radio 1 – Zapping, 12 settembre 2008
- Antonio Donadio, Poeti e scrittori si cimentano su tema dell'enigma, Vita Nuova, Trieste anno 90° , n. 4529, 8 ottobre 2010
- Rac-Corti -Mini storie per chi va di fretta, Flaneri, 2011
- Franco Lorito, Chiaroschuri di pietra a cura di Paolo Gravagnuolo, Centro Studi Filangieri Cava de’Tirreni, 2011
- Tagore Come uccelli in volo di A. Donadio, Poesia n. 262, luglio-agosto 2011 pp. 58-62
- Pasqua di A. Donadio, Foglie di Acanto, 8 aprile 2012
- Elena Milesi, Come sentinella discreta, Pomezia Notizie, aprile 2012
- Su Affari di cuore di Paolo Ruffilli di Antonio Donadio, Literary n1/2012
- I re magi a Recanati di A.Donadio, Jesus Anno XXXV .Gennaio 2013 – n 1 pp. 74/78
- L’amore dalla A alla Z i poeti contemporanei e il sentimento amoroso a cura di V. Guarracino, Puntoacapo, 2014
- Carteggio Prezzolini Biagio Marin “ Ti scrivo dal paese del sole” di A. Donadio, Roma, 16 gennaio 2014
- L’incontro con Maria nella poesia italiana del ‘900, Avvenire, 26 giugno 2014
- Alfonso Vitale, Nel segno del colore, Guttenberg Edizioni, 2014
- Su Natura morta di Paolo Ruffilli di A. Donadio, Literary n10/2014
- A Donadio Luzi e Giuseppina un amore fiabesco a San Pellegrino, L'Eco di Bergamo, 19 ottobre 2014
- Hyperversi a cura di Ivan Pozzoni, Villasanta (MB), Limina Mentis, 2015
- Pane e Poesia a cura di Monica Molteni e V. Guarracino, New Press Edizioni, 2015
- A Donadio. Il dialogo e lo scontro tra poesia e fede nelle pieghe del ‘900, L’Eco di Bergamo, 5 aprile 2015
- Marco Roncalli, Giubileo d’autore da Dante a Pasolini gli Anni Santi degli scrittori, Editrice La Scuola, 2015
- Il fiore della poesia italiana, Tomo II I contemporanei, a cura di V. Guarracino Mauro Ferrari, Emanuele Spano, Puntoacapo, 2016
- Passione Poesia Letture di poesia contemporanea 1990. 2015 a cura di Sebastiano Aglieco, Luigi Cannilli, Nino Iacovella, Milano, Edizioni CFR, 2016
- Davide Maria Turoldo - Loris Francesco Capovilla, “Nel solco di papa Giovanni. Lettere inedite, a cura di A. Donadio e Marco Roncalli, Milano, Servitium, 2016
- Poeti Cristiani latini dei primi secoli Tradotti da poeti italiani contemporanei, a cura di V. Guarracino, Mimep-Docete, 2017
- Carlo G. Zizola, Il Gufo accecato e altre favole in versi, prefazione di A. Donadio, L’Orto della Cultura, 2018
- Antonino Tamigi, La nave e la Boa, con una lettera di A. Donadio, Il pendolo di Foucault, 2019
- Mario Luzi, Alberto Schiavi Via Crucis –Il cammino dell’uomo verso la luce, pref. di A.Donadio, EffatàEditrice, 2019
- Lunario di desideri a cura di V. Guarracino, DiFelice Edizioni, 2019
- Poeti per l’Infinito a cura di V. Guarracino, DiFelice Edizioni, 2019
- Antonio Menegon, Il grande poeta raccontato da A. Donadio, La poesia secondo Luzi, “Vita al quadrato”, L’Azione 4 agosto 2019
- La poesia della settimana: Là dove finisce il riverbero di A. Donadio, Italian Poetry, 18 giugno 2020
- A. Donadio: Ungaretti e la poesia pura',' Italian Poetry, 1º agosto 2020
- A. Donadio. Sulla poetica di Luzi, Italian Poetry, 27 ottobre 2020
- Maria Lenti, Donadio: Alla prova del tempo, Italian Poetry, 6 novembre 2020
- Il fiore delle lacrime, a cura di V. Guarracino, Puntoacapo, novembre 2020
- Una poesia per Dante 3. Viaggio terrestre e celeste di Dante (Quasi un epitaffio) di A. Donadio, Italian Poetry, 1º maggio 2021
- Luigi Avagliano, Umiltà e disciplina, Metelliana, 2021
- Alfredo Alessio Conti, Sgorgano Lacrime, Italian Poetry, 4 febbraio 2021
- La peste- Antologia di poesie sul Covid II parte. In attesa della primavera di A. Donadio, Italian Poetry, 22 giugno 2021
- Lia De Martin, Corporis animique, prefazione di Massimo Donà, Schibboleth, ottobre 2021
- Pittori & scultori della Città di Cava de’Tirreni tra Ottocento e Novecento, Riquadro, novembre 2021
- Il Pensiero Poetante n. 5 L’altrove a cura di Fabio Dainotti, Genesi Editrice, 2021
- La casa del tiglio di A. Donadio, pref. di Alessandra Paganardi Italian Poetry, 13 ottobre 2022
- Per il centenario della nascita della Spaziani di A. Donadio, Italian Poetry, 6 dicembre 2022
- I re magi del giovane Leopardi di A. Donadio, Italian Poetry, 4 gennaio 2023
- La poesia della settimana. Giorno della memoria: Voi che ancora avete occhi di A. Donadio, Italian Poetry, 30 gennaio 2023
- Poesia nella Poesia 2, Giornata mondiale della poesia: Per uno spunto di poetica di A.Donadio, Italian Poetry 21 marzo 2023
- A.Donadio Via Crucis al Colosseo di Mario Luzi, Italian Poetry, 5 aprile 2023
- Sbarbaro: Nella arsura della via di A. Donadio, Italian Poetry 5 settembre 2023
- Mangiaparole Poesie e Racconti, Edizione Progetto Cultura, novembre 2023
- Per il centenario della nascita di Rocco Scotellaro di A. Donadio, Italian Poetry, 14 dicembre 2023
- Ride ancora la sfacciata di A. Donadio, Sulla guerra 2, Italian Poetry, 7 marzo 2023
- A. Donadio, Rubrica di cultura poetica: “PoesiadelNovecento-IContemporanei”, Vivimedia.eu., (dal 2011 ad oggi).